# 畠山義寧
畠山 義寧（はたけやま よしやす）は、江戸時代前期から中期にかけての高家旗本。通称は修理。官位は従四位下・左少将、下総守。江戸木挽町築地に居住。石高は初め3000石、宝永年間に1100石となり、後に3100石。

## 経歴
高家肝煎・畠山義里（3,126石・従四位下侍従）の長男として誕生。母は松平真次の娘。
延宝3年（1675年）2月28日、始めて4代将軍・徳川家綱に謁見。延宝6年（1678年）5月4日表高家に列した。天和元年（1681年）7月22日高家旗本の列を離れ、小姓に転じたが、天和2年（1682年）7月15日に辞職。貞享3年（1686年）7月9日父・義里の隠居により、大和国宇智郡・河内国交野郡・摂津国豊嶋郡の所領3,126石を相続。元禄元年（1688年）7月18日再び小姓となったが、12月11日には5代将軍・徳川綱吉の不興を買い、遠ざけられる形で再び表高家に戻った。この際将軍への拝謁も禁止されたが、元禄7年（1694年）5月8日から再び拝謁を許され、元禄12年（1699年）11月28日には奥高家に昇格と共に従五位下侍従に叙任し下総守と称した。
宝永4年（1709年）5月13日東山天皇の譲位に伴い、将軍の使者として上洛し、7月12日従四位下に昇った。同年中の12月21日、東山上皇が崩御し、その際も使者として京都へ派遣された。享保元年（1716年）7月1日に高家肝煎となり、8月18日に徳川吉宗の将軍宣下のために松平頼豊と共に京都へ赴いた。10月21日左近衛少将に進む。享保2年（1717年）5月7日、増上寺において7代将軍・徳川家継の一周忌法事の席において諸大名・旗本が平伏していた際に勅使として参拝していた鷲尾隆長が「公家の自分も平伏するのか？」と義寧に尋ねたが、義寧は「その必要はないでしょう」と答えた。これが不念として幕府から出仕を留められたが、6月25日には許された。享保14年（1729年）3月19日に高家肝煎職を辞して表高家に列する。享保18年（1733年）12月4日に隠居し、嗣子・義躬に家督を譲った。隠居後は梅厳と号した。
延享3年（1746年）6月4日に死去。享年83。菩提寺の臨江寺に葬られた。

### 二度の傷害事件に居合わせる
親戚である米沢藩上杉家の江戸藩邸にしばしば出入りしていた。元禄15年（1702年）12月15日、赤穂事件が起きた際、実父を殺害した赤穂浪士たちに対して追討軍の派遣を企図した上杉綱憲を諌止している。しかし創作上（小説や映画、ドラマなど）においては、史実と異なりその役割は上杉家の家老だった千坂高房や色部安長に変更されてしまっていることが多い。
そもそも事件の発端となった江戸城中での傷害事件の当時、指南役だった高家肝煎の吉良義央の補佐を高家・品川伊氏と共に担当しており、江戸城松の廊下おいて赤穂藩主浅野長矩が、吉良に斬りつけた際に現場に居合わせ、同役の品川と共に負傷した吉良を運んだと記録されている資料が残る。創作上（「仮名手本忠臣蔵」など）においても、吉良の後ろに控える高家二人のうちの一人として描かれることがある。
宝永6年（1709年）1月15日、前将軍徳川綱吉の葬儀に際し、吉良に代わり高家肝煎となった品川と共に再び勅使御馳走役への指南役となるが、赤穂事件の二の舞を避けるためか、饗応役筆頭の大和国柳本藩主織田秀親に同役への指導権限を委譲した。織田は名誉な事と張り切り、同役の大聖寺新田藩主前田利昌に厳しく当たり、老中の奉書を利昌に回覧させない等という嫌がらせを行なった。織田と前田は先祖が主従関係であり、主筋を自認する織田と前田は以前から仲が悪かった。翌日の2月16日、綱吉の法会が行われた寛永寺で、前田は織田を刺殺した。義寧は高家肝煎として法会にも出席しており、生涯で二度も大事件の現場に居合わせたことになる。

## 系譜
子女は3男2女
- 父：畠山義里（1621-1691）
- 母：松平真次の娘
- 正室：前田利意の娘
  - 三男：上杉知義（1699-1752） - 上杉義陳の養子
- 生母不明の子女
  - 長男：畠山義躬（1688-1740）
  - 次男：内藤勝尹 - 内藤勝良の養子
  - 女子
  - 次女：今川範高正室 - のち松平乗真継室